# Максуди, Ахмедхади Низамутдинович
Ахмедхади Низамутдинович Максудов или Хади Максуди (Ахмад-Хади бин Низам ад-дин; 28 сентября 1868 — 28 июня 1941) — татарский языковед, педагог, исламовед-популяризатор, политический и общественный деятель. Один из наиболее известных татарских интеллигентов начала XX в. Брат С. Н. Максудова.

## Биография
Родился в семье муллы, в Студено-Ключинской волости (по другим сведениям — в ауле Ташсу Казанского уезда) Казанской губернии. В 1881 году поступил в Апанаевское медресе Казани, окончив которое стал преподавать ученикам младших классов. Будучи педагогом-практиком, разработал новые обучающие методики и написал ряд учебников, а в 1892 году выпустил азбуку «Первый учитель» («Первоначальный учитель», «Муаллим Сани»), позволявшую в кратчайшие сроки освоить арабский алфавит. Этот учебник выдержал к 1917 году более тридцати изданий с тиражом более 1 миллиона экземпляров и принёс автору всероссийскую славу, став самой массовой дореволюционной татарской азбукой и на несколько десятилетий — основным учебным пособием не только для татар, но и для других тюркских народов империи. Известный просветитель Исмаил Гаспринский, издававший в то время в Крыму газету «Терджиман», заметил молодого талантливого учителя, и не ограничиваясь теоретической поддержкой, пригласил его в 1893 году на работу в Бахчисарай, в знаменитое медресе «Зинжырлы».
В 1896 году Ахметхади Максуди вернулся в Казань, но был встречен насторожённо. Ему пришлось сменить целый ряд учебных заведений, нигде не находя понимания своих идей. Несмотря на все трудности и общественное непонимание, он упорно продолжал заниматься самообразованием и создавать новые учебники по различным отраслям знаний. В 1896—1899 годах он сдал экзамены по курсу Татарской учительской школы, а в 1903—1905 годах был вольнослушателем Казанского университета.

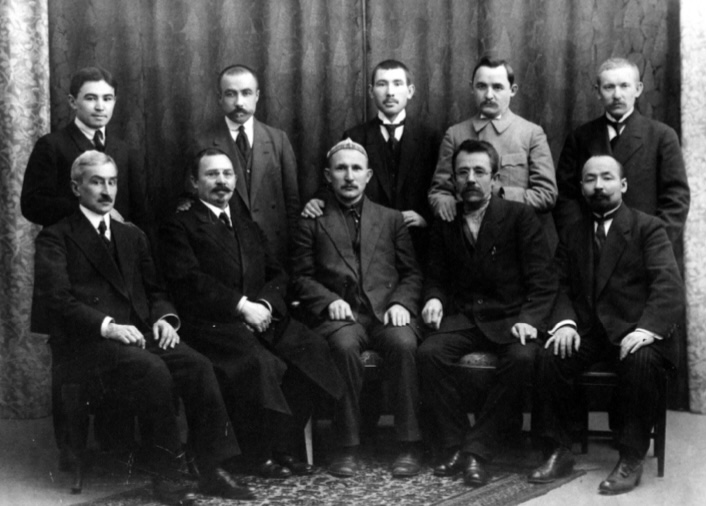
А. Максуди (сидит 2-й слева) среди татарских эмигрантов в Финляндии, 1917 год

В 1899 году женился на Зайнаббану Сулеймановне Мишкиной, дочери одного саратовского суконного фабриканта, а по материнской линии — внучке богатого коммерсанта и промышленника Исхака Юсуповича Апанаева.
Автор учебника по арабскому языку «Шифахия», впервые изданного в 1898 (последнее переиздание: Уфа, 1991); составитель самоучителя русского языка для мусульман России «Русистан. Практический учебник» и «Самоучителя татарского языка для русских» (1925); автор словаря научных, профессиональных и литературных терминов русского, арабского и турецкого языков. Написал ряд популяризаторских работ по исламу («Гакаид», «Намаз», «Тахарат», «Джамагат», «Гибадат исламия» — переиздана в 1989, 1990 и 1994), которые были использованы в качестве школьных учебников. Автор более 40 трудов.
В 1900-х учитель 1-го Казанского мусульманского училища и 2-й Казанской гимназии.

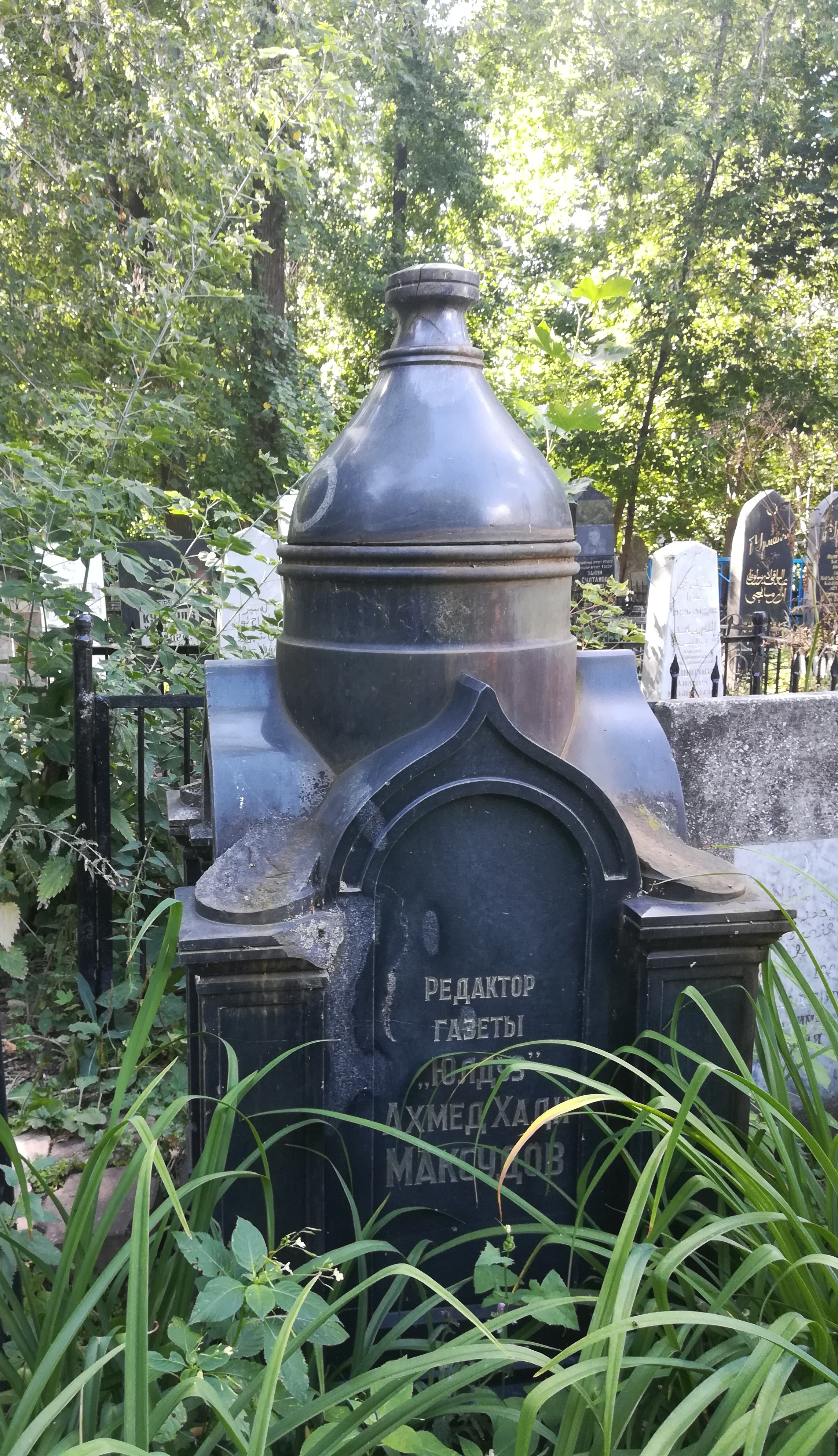
Могила Максудова

C 1906 по 1918 годы, прервав на это время преподавательскую деятельность, издавал в Казани татарскую газету «Юлдуз» (Звезда). В первое время еженедельная, газета очень скоро стала ежедневной и превратилась в самое популярное издание татарской периодики этого периода.
В эти же годы, будучи избран гласным Городской думы, стал инициатором открытия публичной татарской библиотеки «Китапхана Исламия» (Исламская библиотека).
В советское время преподавал в школах, а также арабский язык в ВПИ. Арестован 21 декабря 1932 года; под стражей до мая 1933. Обвинен в руководстве «Всесоюзной социалистической фашистской партией». 13 декабря 1933 ОСО при Коллегии ОГПУ осужден по статье 58-10, 11 на 3 года ссылки. В январе 1934 выслан в Вятку. В последние годы жизни в ссылке писал книгу «Восточная философия». Вновь арестован в начале 1938; обвинен в участии в «КРО „Идель-Урал“» («султангалиевщина»), но был оправдан и освобожден (1939).
Похоронен на Татарском кладбище в Казани рядом с могилой Тукая.

## Сочинения
1. Учебник арабского языка для татар. Ч. 1-2. Казань, 1898—1900 (на татарском языке);
2. Шариат. Предписания его в практической жизни. Казань, 1899 (на татарском языке);
3. История пророков. Ч. 1. Казань, 1901 (на татарском языке);
4. Право по исламу. Ч. 1-3. Казань, 1905 (на татарском языке);
5. Начало. Грамматика арабского языка для средней школы. Казань, 1906 (на татарском языке);
6. Сведения о мире. Ч. 1-2. Казань, 1908 (на татарском языке);
7. Завершение. Учебник арабского языка. Казань, 1909 (на татарском языке);
8. Синтаксис татарского языка: Учебник для 4 класса. Казань, 1910 (на татарском языке);
9. Этимология татарского языка. Казань, 1910 (на татарском языке);
10. Правила орфографии. Казань, 1910 (на татарском языке);
11. Русистан. Практический учебник-самоучитель русского языка для мусульман России по мнемонической десятичной системе. Казань, 1911 (на татарском языке);
12. Арабият. Правила употребления арабских и персидских слов, вошедших в нашу литературу. Казань, 1915 (на татарском языке);
13. Азбука арабской графики; Учебное пособие. Казань, 1917 (на татарском языке; переиздано: Казань, 2000);
14. Татарстан. Самоучитель татарского языка для русских. Казань, 1923;
15. Мусульманский молитвенник. Казань, 1989 (на татарском языке).